# 滇西薹草
滇西薹草（学名：Carex mosoynensis）是莎草科薹草属的植物。分布于中国大陆的云南西部、四川等地，生长于海拔1,600米的地区，见于林下以及潮湿处，目前尚未由人工引种栽培。